# Aigues-Vives (Ariège)
Aigues-Vives (okzitanisch Aigasvivas) ist eine Gemeinde in  Frankreich mit 631 Einwohnern (Stand 1. Januar 2022) im Département Ariège in der Region Okzitanien. Sie gehört zum Arrondissement Pamiers und zum Kanton Mirepoix.
Die Gemeinde wird vom Flüsschen Countirou durchquert. Nachbargemeinden sind Troye-d’Ariège im Norden, Léran im Osten, Régat im Südosten, Laroque-d’Olmes im Süden, Tabre im Südwesten und Limbrassac im Westen.

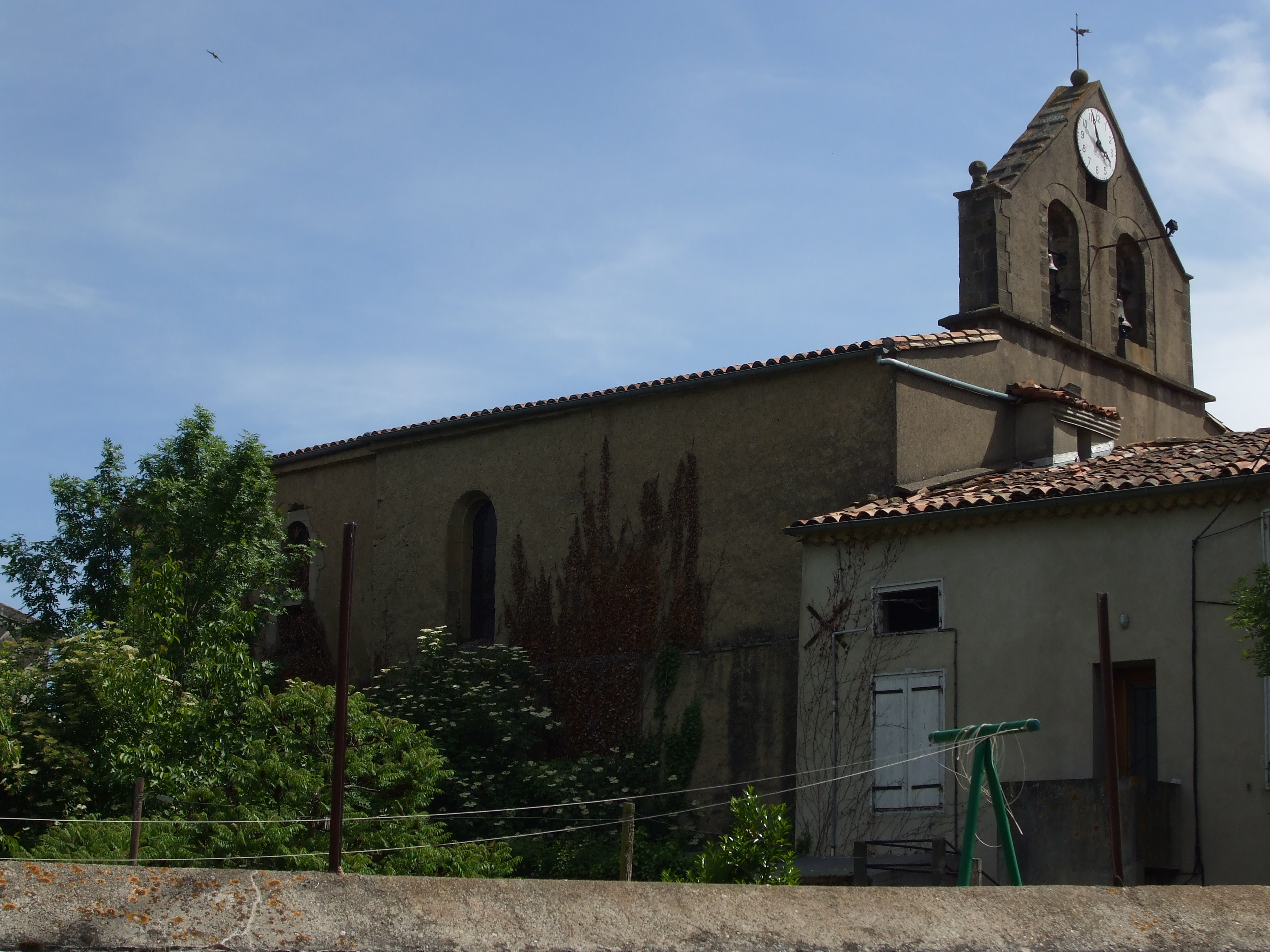
Kirche Saint-Étienne

## Bevölkerungsentwicklung
| Jahr      | 1962 | 1968 | 1975 | 1982 | 1990 | 1999 | 2008 | 2017 | 2021 |
| --------- | ---- | ---- | ---- | ---- | ---- | ---- | ---- | ---- | ---- |
| Einwohner | 210  | 188  | 197  | 339  | 462  | 485  | 541  | 666  | 634  |